# Strogylocephala
Strogylocephala är ett släkte av insekter. Strogylocephala ingår i familjen Calophyidae.
Kladogram enligt Catalogue of Life:
| Strogylocephala | \| \| Strogylocephala confluens \| \| \| \| \| \| Strogylocephala fascipennis \| \| \| \| |
|                 | \| \| Strogylocephala confluens \| \| \| \| \| \| Strogylocephala fascipennis \| \| \| \| |
|                 | Apsylla                                                                                   |
|                 |                                                                                           |
|                 | Calophya                                                                                  |
|                 |                                                                                           |
|                 | Cecidopsylla                                                                              |
|                 |                                                                                           |
|                 | Strogylocephala confluens                                                                 |
|                 |                                                                                           |
|                 | Strogylocephala fascipennis                                                               |
|                 |                                                                                           |

|  | Strogylocephala confluens   |
|  |                             |
|  | Strogylocephala fascipennis |
|  |                             |